# Diocese de Votuporanga
A Diocese de Votuporanga (Diœcesis Votuporangensis) é uma circunscrição eclesiástica da Igreja Católica no Brasil, pertencente à Província Eclesiástica de São José do Rio Preto e ao Conselho Episcopal Regional Sul I da Conferência Nacional dos Bispos do Brasil, sendo sufragânea da Arquidiocese de São José do Rio Preto. A sé episcopal está na Catedral de Nossa Senhora Aparecida, na cidade de Votuporanga, no estado de São Paulo.

## Histórico
Foi criada em 20 de julho de 2016, pelo Papa Francisco, com território desmembrado das dioceses de São José do Rio Preto e de Jales. Seu primeiro bispo é Dom Moacir Aparecido de Freitas, até então sacerdote da Diocese de São Carlos.

## Divisão territorial
A Diocese de Votuporanga abrange 25 municípios: Álvares Florence, Américo de Campos, Buritama, Cardoso, Cosmorama, Floreal, Gastão Vidigal, Lourdes, Macaubal, Magda, Monções, Nhandeara, Nova Luzitânia, Parisi, Paulo de Faria, Planalto, Pontes Gestal, Riolândia, Sebastianópolis do Sul, Tanabi, Turiúba, União Paulista, Valentim Gentil, Votuporanga e Zacarias.
Por ocasião de sua criação, a diocese era constituída por 28 paróquias. Contava então com 15 sacerdotes religiosos e 27 sacerdotes diocesanos, 25 religiosos e 15 religiosas.

## Bispos
|        | Nome                             | Período    | Notas  |
| Bispos | Bispos                           | Bispos     | Bispos |
| ------ | -------------------------------- | ---------- | ------ |
| 1º     | Dom Moacir Aparecido de Freitas, | 2016–atual |        |